# Чемпионаты мира по велоспорту (UCI)
Чемпионаты мира UCI — ежегодные соревнования, проводящиеся при поддержке Международного союза велосипедистов (UCI) для определения чемпионов мира в велоспорте. Они проводятся в нескольких различных дисциплинах, каждый год в новой стране. Победитель чемпионата имеет право выступать в белой майке с цветными полосами на груди весь следующий год. Из-за сходства с радугой она получила неофициальное название «радужная майка» (англ. The rainbow jersey). Майки получают золотые, серебряные и бронзовые призёры индивидуальных и командных соревнований. Бывшие чемпионы могут выступать в одежде с воротником и рукавами с такими же цветными полосами, как на радужной майке. Чемпионаты проводится для мужчин и женщин, на дорогах с твёрдым покрытием, на велотреках, на пересеченной местности и в помещении. Есть также чемпионаты для инвалидов.

## Соревнования
- Чемпионат мира по шоссейным велогонкам
- Чемпионат мира по трековым велогонкам
- UCI Mountain Bike & Trials World Championships[англ.]
- Чемпионат мира по маунтинбайк-марафону
- Чемпионат мира по велокроссу
- UCI BMX World Championships[англ.]
- UCI Indoor Cycling World Championships[англ.]
- UCI Para-cycling Road World Championships
- UCI Para-cycling Track World Championships[англ.]